# Distrito de Curibaya
El distrito de Curibaya es uno de los 6 distritos de la provincia de Candarave, ubicada en el departamento de Tacna, Perú.
Desde el punto de vista jerárquico de la Iglesia católica forma parte de la diócesis de Tacna y Moquegua la cual, a su vez, pertenece a la arquidiócesis de Arequipa.
- Fecha de Creación: 5 de febrero de 1875 Curibaya
- Dirección: Plaza de Armas N.º 100 - Curibaya
- Teléfono: (052) 837102

## Toponimia
Procede de las voces curi; espino y waya; lugar lejano, que juntando estas dos palabras significa "lugar lejano de espinas".

## Anexos
Totorales y Paquiña. 

## Distancias
A la Capital de la provincia, Candarave: 37.90 km.

A la Capital del Departamento, Tacna : 161.60 km.

## Características
El derrumbe de elevados cerros del lado norte de la quebrada en la era primaria dio lugar a un cerco o muralla de más de un kilómetro de ancho, deteniendo el curso de las aguas del antiguo río formado por la confluencia del callazas y el salado. Este fue el origen de la actual Laguna Aricota, y que forma parte del distrito de Curibaya. Actualmente el recurso hídrico de la Laguna Aricota es utilizada por la EGESUR SA para la generación de energía eléctrica a través de dos Centrales Hidroeléctricas de Aricota I y II ubicadas una en el Anexo Totorales y el otro en el Anexo Paquiña respectivamente; que constituye al aporte del distrito de Curibaya a la región de Tacna 
Es uno de los valles interandinos más fértiles, que está encerrado en una honda quebrada, goza de un excelente clima templado.

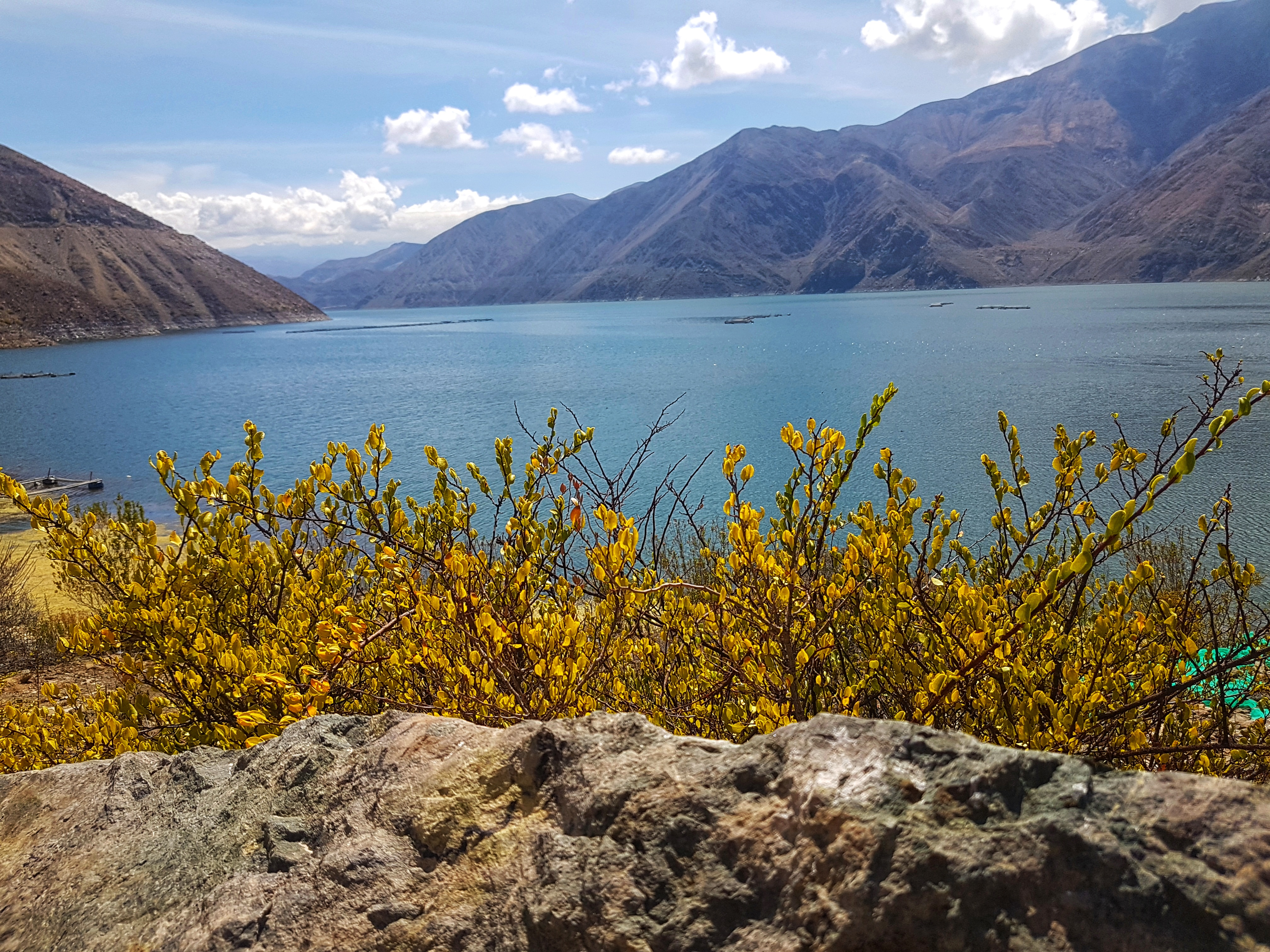
Laguna de Aricota

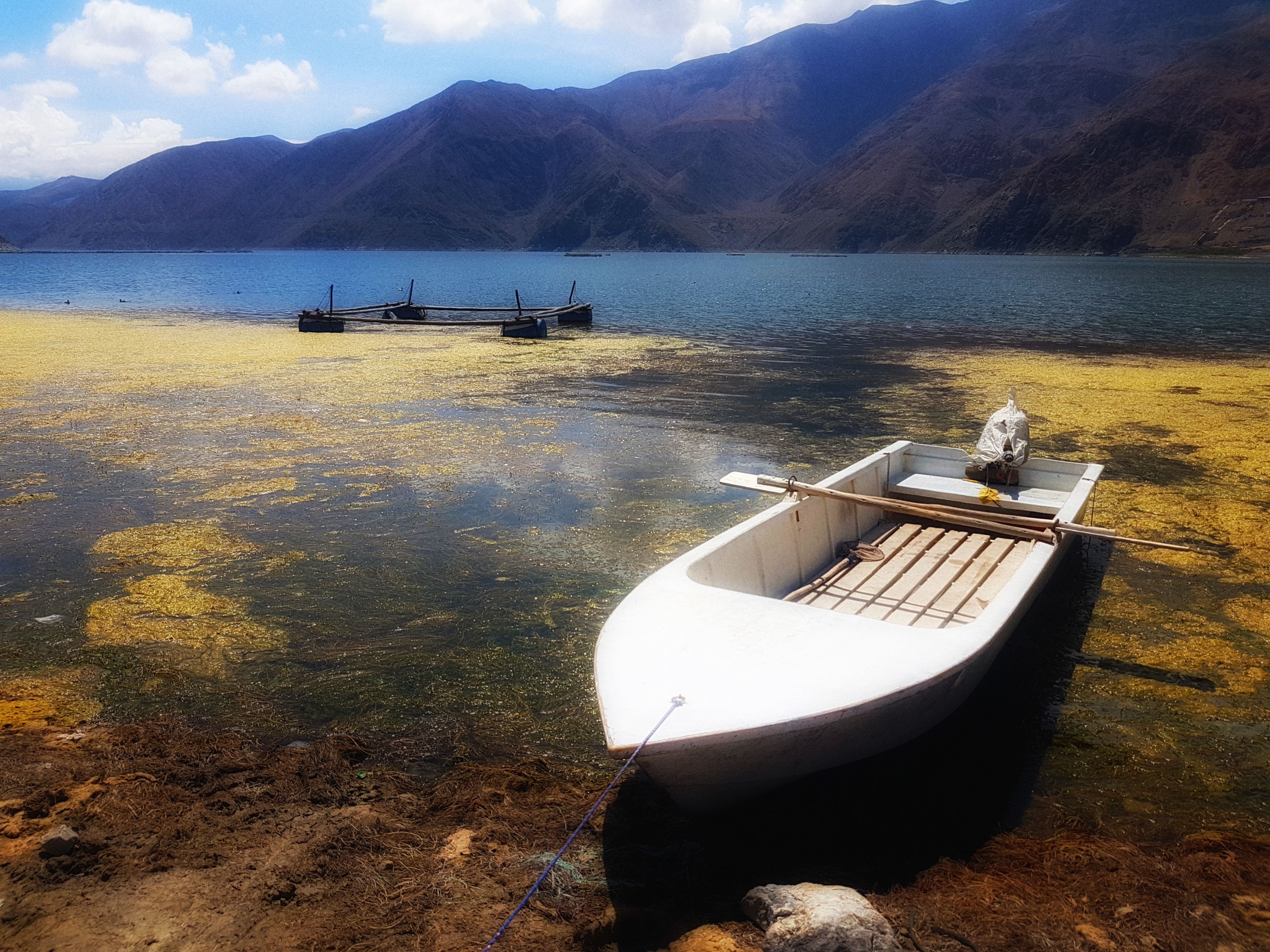
La pesca lacustre es una actividad cotidiana.

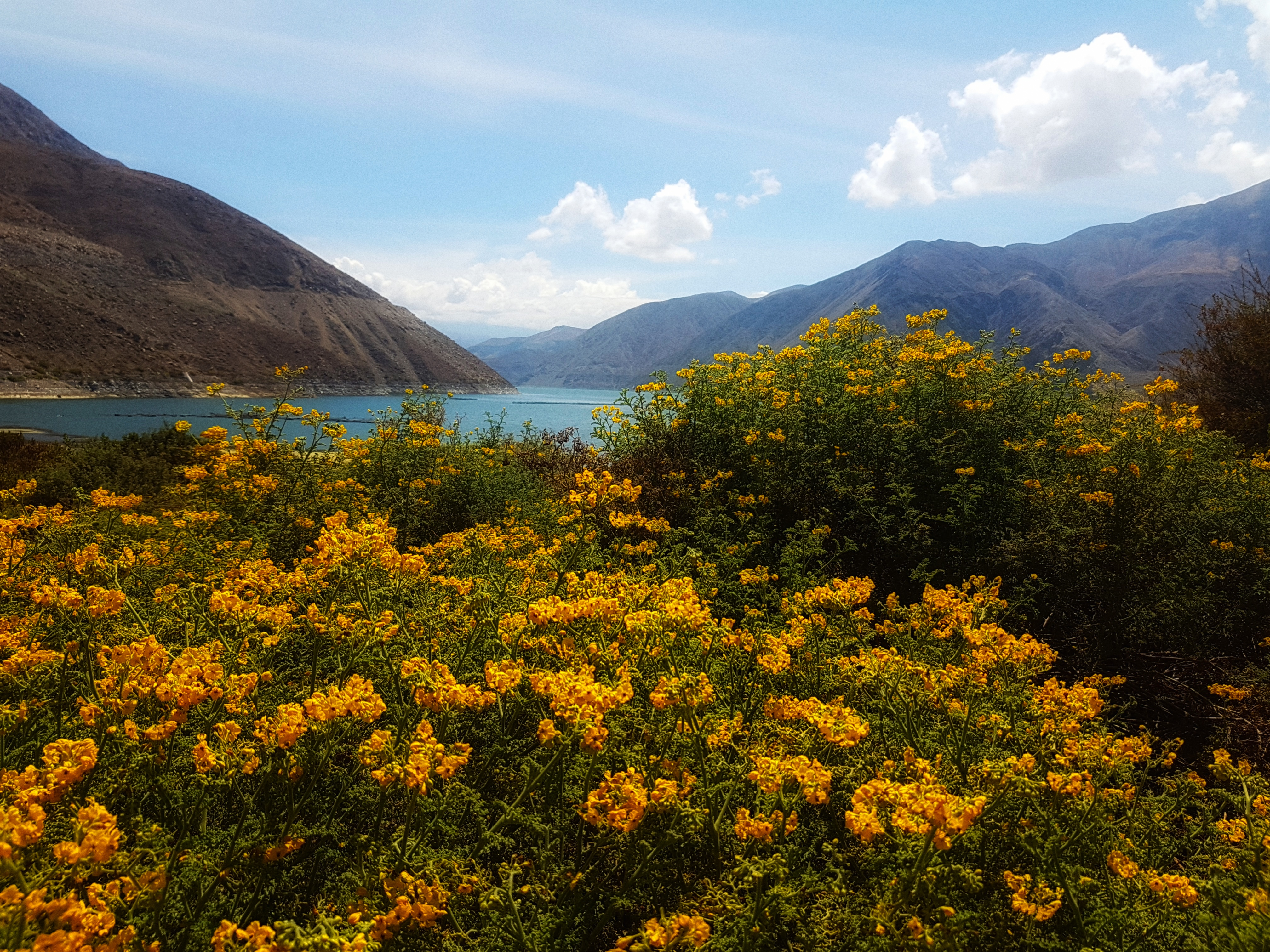
Flora silvestre en la Laguna de Aricota

## Demografía
Cuenta con una población de 340 habitantes.

## Actividades económicas

### Cultivos
Papa, maíz, trigo, zapallo, ají, alfalfa, hortalizas, carrizo, etc.

### Pecuaria
Crianza de ganado vacuno, ovino, porcino, animales menores

## Autoridades

### Municipales
- 2015 - 2018[4]
  - Alcalde: José Luis Aguilar Pacci, del Movimiento Cívico Peruano.
  - Regidores:

  1. Magdalena Veneranda Aguilar Bustamante (Movimiento Cívico Peruano)
  2. Nelson Casildo Flores Huanca (Movimiento Cívico Peruano)
  3. Ruth Dorcas Guisa Catacora (Movimiento Cívico Peruano)
  4. Blanca Concepción Laqui Sánchez (Recuperemos Tacna)
  5. Anastacio Ponce Contreras (Recuperemos Tacna)